# Andrew Miller (basebollspelare)

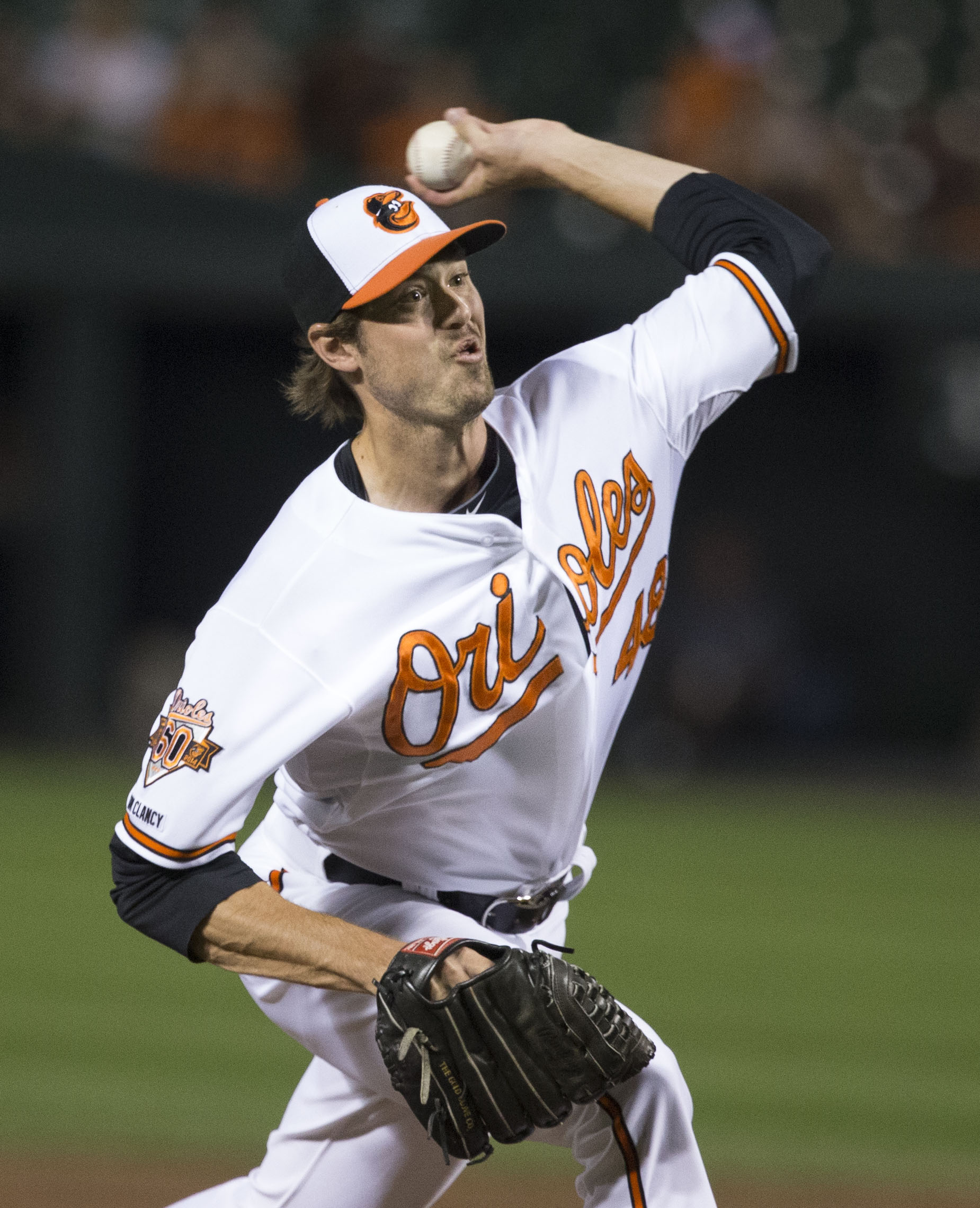
Andrew Miller, 2014.

Andrew Mark Miller, född 21 maj 1985 i Gainesville i Florida, är en amerikansk professionell basebollspelare som spelar som pitcher för St. Louis Cardinals i Major League Baseball (MLB). Han har tidigare spelat för Detroit Tigers, Florida Marlins, Boston Red Sox, Baltimore Orioles, New York Yankees och Cleveland Indians.
Miller draftades först av Tampa Bay Devil Rays i 2003 års MLB-draft men parterna kunde inte komma överens om ett kontrakt. Miller började istället studera företagsekonomi vid University of North Carolina at Chapel Hill och spela för deras idrottsförening North Carolina Tar Heels. Miller gick åter i 2006 års draft och blev då vald av Detroit Tigers som sjätte spelare totalt.
Han vann World Series med Boston Red Sox för 2013 års säsong.
Miller blev uttagen att spela för det amerikanska basebollandslaget för 2017 års mästerskap av World Baseball Classic, ett mästerskap som de lyckades att vinna.